# Rio de Janeiro Challenger 2 1986
Il Rio de Janeiro Challenger 2 1986 è stato un torneo di tennis facente parte della categoria ATP Challenger Series nell'ambito dell'ATP Challenger Series 1986. Il torneo si è giocato a Rio de Janeiro in Brasile dal 1 al 7 dicembre 1986 su campi in cemento.

## Vincitori

### Singolare
Cássio Motta ha battuto in finale  Carlos Kirmayr con il punteggio di 6–2, 6–3

### Doppio
Eduardo Bengoechea /  Diego Pérez hanno battuto in finale  Nelson Aerts /  Fernando Roese con il punteggio di 6–7, 7–6, 6–4